# World of WearableArt

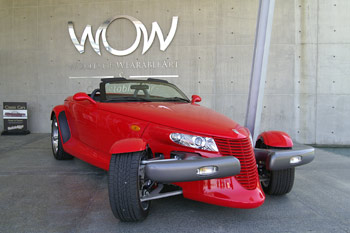
WOW-Museum in Nelson

WOW-Museum Innenhof, Nelson

Die World-of-WearableArt-Show findet jährlich zwei Wochen lang im September in Wellington/Neuseeland statt. Mittels Musik, Tanz, Licht und vor allem den tragbaren „Kunstwerken“ wird eine Geschichte erzählt. Im Vordergrund der Theater-Show stehen die kunstvoll geschneiderten Kostüme, die jeweils ein bestimmtes Thema darstellen und eine eigene Choreographie erhalten.

## Geschichte
Ihre Ursprünge hat die WOW-Show in Nelson, wo sie 1987 als Promotion für eine dortige Kunstgalerie stattfand. Seitdem ist die Show kontinuierlich gewachsen und hat sich zu einem neuseelandweiten Kreativitäts-Event für Designer entwickelt.
Die Gründerin Suzie Moncrieff ist heute Creative Director der Veranstaltung, zu der jährlich 30.000 Besucher strömen. 2011 waren es bereits 50.000 Zuschauer, die die Kostüme der 300 Designer sahen. 2012 ist ein Gastauftritt beim Hong Kong Arts Festival geplant.
Bis 2004 fand die Show in Nelson statt. Zunehmende Besucherzahlen und zu geringe Besucherkapazitäten zwangen die Veranstalter ab 2005 die Show nach Wellington zu verlegen. Die Verwaltung und das WOW & Classic Cars Museum mit Kostümen und Autos sind in Nelson verblieben und ein beliebtes Ausflugsziel.